# 小泰德·迪比亞西

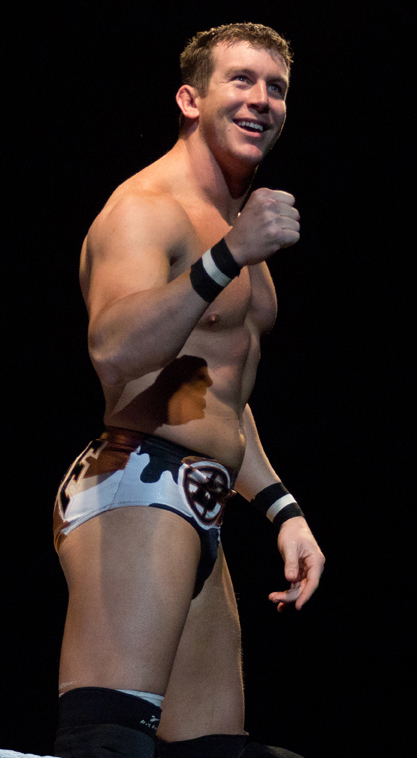
小泰德·迪比亞西

小泰德·迪比亞西（英語：Ted DiBiase, Jr.，1982年11月8日—），本名小西奧多·馬文·迪比亞西（英語：Theodore Marvin DiBiase, Jr.），是美國已退役的職業摔角選手演員，以在世界摔角娛樂（WWE）節目中的表現最為人所知。小泰德·迪比亞西的父親為名人堂選手泰德·迪比亞西。
身為摔角世家的成員，他師從克里斯·楊布拉德（Chris Youngblood）與哈雷·瑞斯摔角學院（Harley Race's Wrestling Academy），並於2006年正式出道。2007年2月，他與兄長麥克·迪比亞西（Mike DiBiase）贏得Fusion Pro雙打冠軍，並曾赴日本參與Pro Wrestling Noah巡迴賽。同年7月，迪比亞西與世界摔角娛樂（WWE）簽署發展合約，進入旗下發展品牌佛羅里達冠軍摔角（FCW），並於2007年12月奪得FCW南部重量級冠軍。因傷勢影響，他於2008年1月被迫放棄該頭銜。
2008年5月26日，他在WWE電視節目中首次亮相，並迅速與科迪·羅茲（Cody Rhodes）組成雙打隊伍。兩人合力贏得兩次世界雙打冠軍，後來更與蘭迪·歐頓（Randy Orton）共組「傳承」（The Legacy）團體。該團體解散後，迪比亞西轉為單打選手，並從其父親泰德·迪比亞西（Ted DiBiase）手中繼承百萬美元冠軍腰帶（Million Dollar Championship）。
迪比亞西於2013年因家庭與其他事業因素離開WWE，並持續於獨立摔角圈活動至2017年。2020年，他正式宣布退役。

## 早年生活
小泰德·迪比亞西於1982年11月8日出生於美國路易斯安那州巴頓魯治，並在密西西比州柯林頓市長大。兒時曾與同為職業摔角選手的克里斯提·里奇（Christie Ricci）一起參加主日學課程。他於2001年畢業於柯林頓高中。在高中期間，他是學校美式足球隊的先發四分衛。此後，他進入位於柯林頓的密西西比學院（Mississippi College）就讀大學，並擔任校隊的首發外接手，但在大一賽季結束後就退出球隊。他在大學期間亦參與過足球項目，並在兩項運動中皆獲得獎項。2005年，他獲得理學士與工商管理學士學位。大學期間，他還曾考慮成為一名牧師。

## 職業摔角生涯

### 初期生涯（2006–2007）
小泰德·迪比亞西與其兄長麥克·迪比亞西（Mike DiBiase）最初在德克薩斯州阿馬里洛接受克里斯·楊布拉德（Chris Youngblood）的專業摔角訓練，隨後轉至哈雷·瑞斯（Harley Race）所創立的摔角學院深造。兄弟倆於2006年7月8日為哈雷·瑞斯於密蘇里州埃爾登經營的世界摔角聯賽（WLW）首次登場亮相。他們於2007年2月17日擊敗拉希姆·拉沙德（Raheem Rashaad）與準司（Juntsi），奪得Fusion Pro雙打冠軍。同年年初，迪比亞西亦曾隨日本Pro Wrestling Noah聯盟巡迴比賽，並與前GHC次重量級冠軍小林健太（KENTA）等選手交鋒。

## 世界摔角娛樂 / WWE生涯（2007–2013）

#### 佛羅里達冠軍摔角（2007–2008）

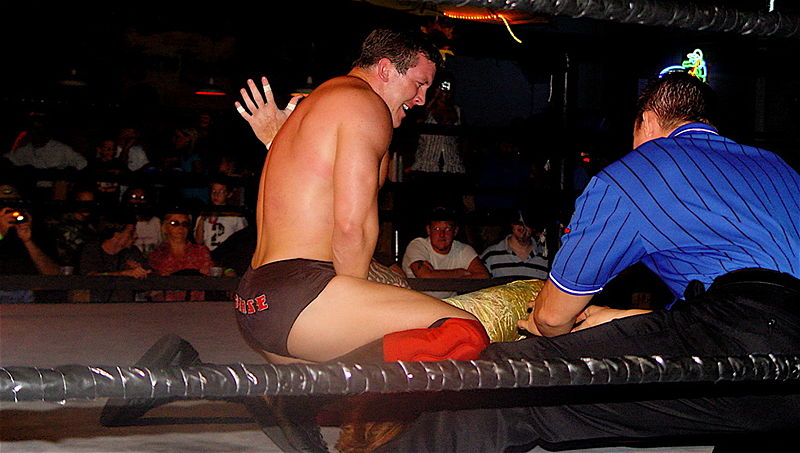
迪比亞西在佛州冠軍摔角（Florida Championship Wrestling, FCW）的一場比賽中出戰

2007年7月，迪比亞西與世界摔角娛樂（WWE）簽署發展合約，並加入其訓練聯盟佛州冠軍摔角（FCW）。他於8月4日首度登場，與傑克·史威格（Jake Hager）組隊擊敗基斯·沃克（Keith Walker）與希斯·史雷特（Heath Miller）。10月，他加入「次世代哈特基金會」（Next Generation Hart Foundation），成員包括哈利·史密斯（Harry Smith）、TJ·威爾森（TJ Wilson）、娜蒂·奈哈特（Nattie Neidhart）及泰迪·哈特（Teddy Hart）。然而，迪比亞西不久後脫離該組織，轉而由瑪莉絲（Maryse）擔任其助理。2007年12月18日，他在佛羅里達新里奇港擊敗TJ·威爾森，奪得FCW南方重量級冠軍。然而，由於受傷無法防衛，迪比亞西於2008年1月19日將冠軍頭銜轉授予搭檔希斯·米勒。至2008年3月為止，迪比亞西歷經多處傷勢，包括坐骨神經痛、左膝骨折、肋骨分離、手指骨折以及手肘骨刺。因此，他接下來數月在FCW僅斷續出賽，參與單打與雙打賽事。

#### 傳承軍團（2008–2010）
主條目：The Legacy (職業摔角)
迪比亞西於2008年5月26日的「Raw」節目中以反派角色首次在WWE電視上亮相，他發表談話宣稱將追隨父親泰德·迪比亞西的腳步，成為冠軍，並向當時的世界雙打冠軍寇帝·羅茲（Cody Rhodes）與硬核霍利（Hardcore Holly）發出挑戰。在6月29日的「冠軍之夜」（Night of Champions）中，他在WWE首場比賽中便贏得世界雙打冠軍，原因是羅茲背叛了霍利，揭示其實為迪比亞西的搭檔。兩人持冠約一個月後，於8月4日播出的「Raw」中將冠軍讓給約翰·希南約翰·希納（John Cena）與戴夫·巴帝斯塔（Dave Batista）。隔週，他們使用重賽條款擊敗希南和巴帝斯塔，重新奪冠。
不久後，迪比亞西與羅茲迎來了馬努（Manu）的加入，三人組成了多代摔角家族的聯盟。2008年10月27日的「Raw」中，迪比亞西與羅茲輸給了CM Punk與科菲·京斯頓。同時期，蘭迪·歐頓開始以導師角色出現在三人周邊。11月3日的「Raw」中，迪比亞西因干預歐頓比賽而遭後者攻擊，此舉是為了鋪墊其暫時退出WWE以拍攝電影「海軍陸戰隊2」的劇情。

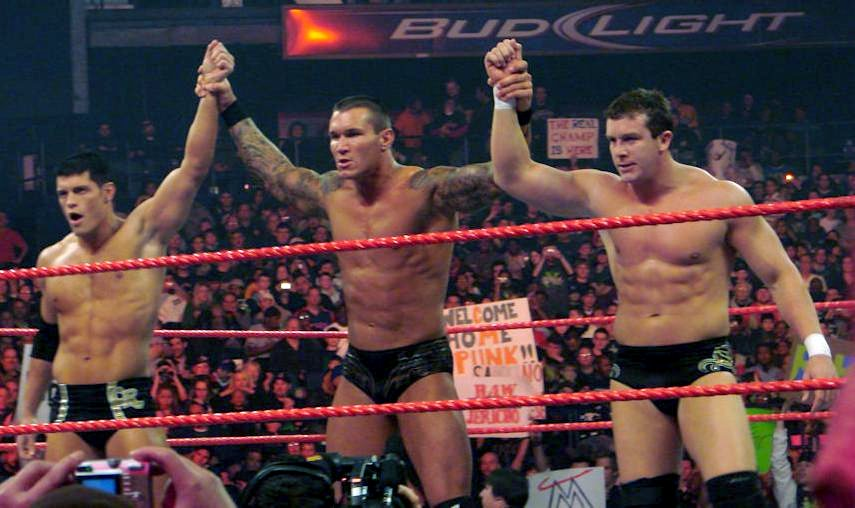
迪比亞西（右）作為「傳承軍團」（The Legacy）成員，與蘭迪·歐頓（中）和寇帝·羅茲（左）一同現身。

迪比亞西於2009年1月12日回歸「Raw」，協助馬努與Deuce（Sim Snuka）攻擊羅茲與歐頓。然而，他突然轉身背叛馬努與Deuce，與羅茲和歐頓聯手，正式加入「傳承軍團」（The Legacy）。在1月25日舉行的「皇家大戰」中，他以幫助歐頓為目標參加30人混戰，並挺進最終四人，最終被Triple H淘汰。「傳承軍團」隨後參與歐頓與麥克馬洪家族的劇情衝突，多次協助歐頓攻擊沙恩·麦克马洪（Shane McMahon）與史蒂芬妮·麥克馬洪（Stephanie McMahon），以及史蒂芬妮的老公Triple H。迪比亞西也因此晉升至主賽等級，參與多場三對三及單打賽事。4月26日舉行的「背水一戰」（Backlash）賽事中，迪比亞西、羅茲與歐頓擊敗Triple H、巴蒂斯塔與雪恩·麥克馬洪，依照賽事規則使歐頓奪得了WWE冠軍。
2009年7月澳洲巡迴期間，迪比亞西手臂受傷。同年中期，他與羅茲持續阻撓Triple H取得冠軍賽資格。為此，Triple H與尚恩·麥可斯（Shawn Michaels）重組D-Generation X（DX），於8月23日的「夏日衝擊」中擊敗迪比亞西與羅茲。雙方於9月13日的「Breaking Point」賽事中再度交鋒，迪比亞西與羅茲勝出，但在10月4日的「地獄牢籠」賽事中敗北。
隨著2010年1月31日的「皇家大戰」中，歐頓因他們失誤而未能奪冠，內部關係開始惡化。2月1日，「Raw」中，迪比亞西擊敗馬克·亨利（Mark Henry），取得進入淘汰密室賽的資格。在2月21日的《淘汰密室》中，他淘汰歐頓，但隨後被科菲·京斯頓淘汰。接著在2月22日的《Raw》中，歐頓因誤以為遭背叛而攻擊兩人，但隔週反被他們圍毆。三人於3月28日的「摔角狂熱第26期」進行三重威脅賽，最終由歐頓擊敗了歐頓和迪比亞西而勝出。

#### 百萬美元冠軍時期（2010–2011）

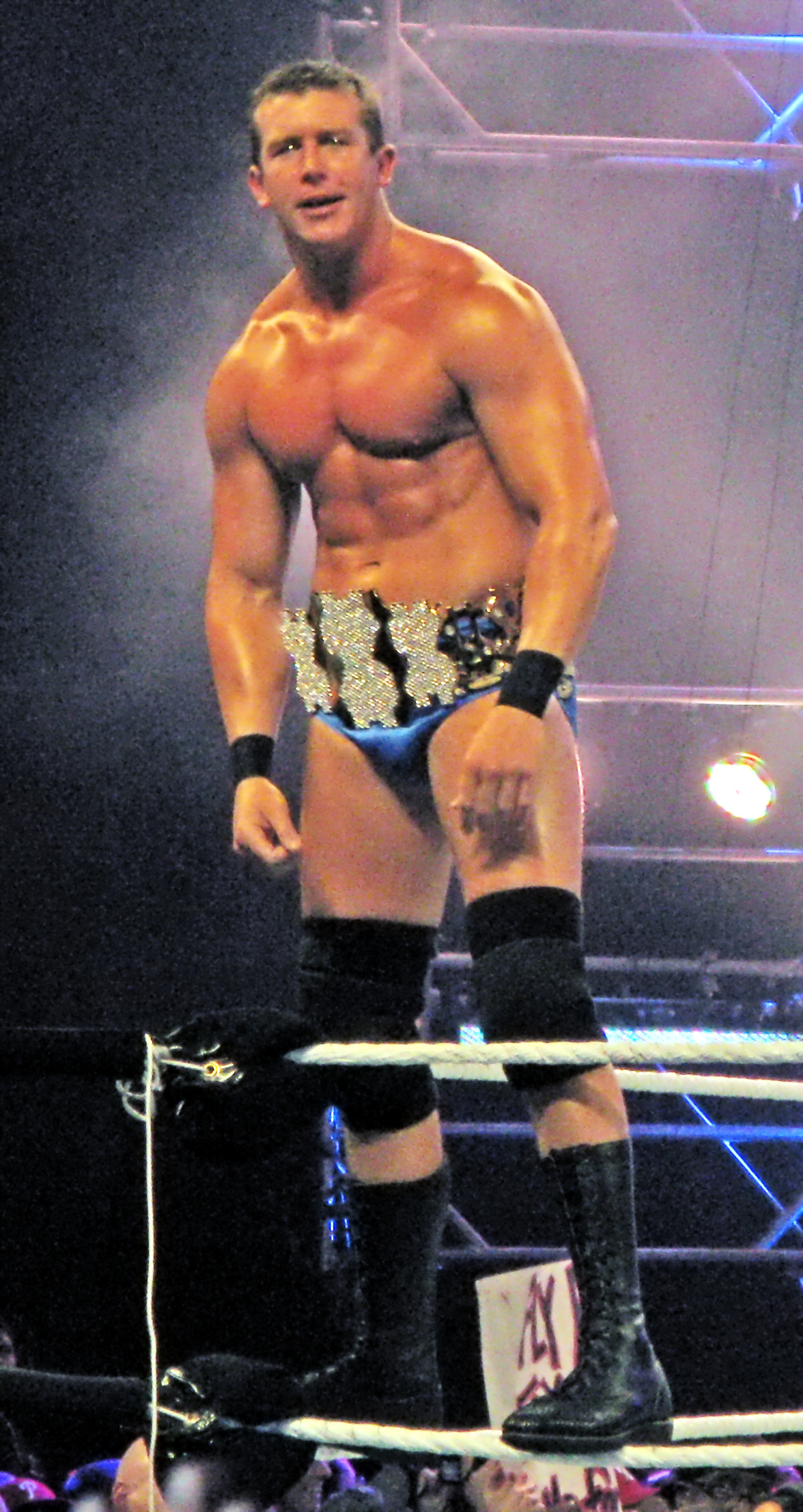
迪比亞西在百萬美元冠軍賽的擂台上

在「摔角狂熱」之後，迪比亞西開始使用一個新的人設 —— 一位自負的百萬富翁，這個形象類似他父親過去的人設。在4月5日播出的「Raw」中，他的父親將「百萬美元冠軍賽」的冠軍腰帶和一筆信託基金交給了他。隨後，迪比亞西開始尋找一位「維吉爾」（Virgil）—— 就像他父親當年所擁有的“僕人”角色。他曾將這個角色提供給R-Truth，但對方拒絕了，兩人還因此展開了一場恩怨。5月17日的「Raw」中，迪比亞西公布了他的「維吉爾」—— 就是曾為他父親工作的原版維吉爾。在5月23日的「超越極限」（Over the Limit）上，迪比亞西在個人首場單打賽中敗給了R-Truth。比賽期間，他還遭遇了腦震盪，但仍能在隔天的「Raw」亮相。6月21日的「Raw」中，他解雇了維吉爾，轉而讓螢幕女友瑪麗斯·韋萊（Maryse）擔任他的經理人。
9月份，迪比亞西與達斯汀·羅茲（Goldust）展開爭奪百萬美元冠軍腰帶的爭鬥，起因是Goldust偷走了該腰帶。11月15日的「Raw」中，Goldust將腰帶歸還給 迪比亞西的父親，父親想將腰帶交還給兒子，但迪比亞西拒絕了，表示自己有興趣的是另一條腰帶。當晚稍後，他襲擊了WWE美國冠軍丹尼爾·布萊恩（Daniel Bryan），並在11月21日的「生存者系列」上挑戰對方，但未能奪冠。
迪比亞西也在「NXT」第四季中擔任導師（Pro），與瑪麗斯·韋萊共同指導新秀選手布洛德斯·克雷（Tyrus）。然而在2011年1月25日播出的「NXT」中，布洛德斯·克雷將將導師迪比亞西換成了阿爾貝托·德·里奧（Alberto Del Rio），作為新導師。
在2011年4月26日的WWE補充選秀中，迪比亞西被選入SmackDown節目。在他首次於SmackDown出賽時，迪比亞西輸給了他過去的雙打搭檔寇帝·羅茲。隔週比賽中，寇帝·羅茲陪同迪比亞西一同出場。在6月3日播出的SmackDown中，迪比亞西被昔日對手丹尼爾·布萊恩以降服技擊敗。比賽結束後，寇帝·羅茲和迪比亞西聯手攻擊丹尼爾·布萊恩，但被Sin Cara阻止。
7月8日的SmackDown上，迪比亞西與寇帝·羅茲組隊，擊敗了丹尼爾·布萊恩與伊斯基爾·傑克森（Ezekiel Jackson）的搭檔組合。然而在8月26日播出的SmackDown中，迪比亞西輸給蘭迪·歐頓後，寇帝·羅茲攻擊了他，因此兩人正式結束了的合作關係。

#### 迪比亞西派對團時代（2011–2013）
在9月16日播出的SmackDown節目中，當寇帝·羅茲嘲笑觀眾時，迪比亞西偽裝成觀眾，在頭上戴紙袋後突然襲擊寇帝·羅茲，轉變為人氣角色（正派）。迪比亞西隨後於9月18日WWE洲際冠軍賽的「冠軍之夜」上挑戰寇帝·羅茲爭奪洲際冠軍頭銜，但挑戰失敗。
在9月22日發佈的一段YouTube影片中，迪比亞西展示了自己的新角色設定：在 WWE比賽前與粉絲舉辦車尾派對，並將這些參與派對的粉絲稱為「迪比亞西派對團」（DiBiase Posse）。迪比亞西也坦承模仿父親那種富豪人設「其實效果並不好」。
2011年11月，金德·馬哈爾（Jinder Mahal）責備迪比亞西拋棄富裕出身與平民為伍，這激起雙方的恩怨。迪比亞西在12月9日的SmackDown中擊敗馬哈爾。三週後，馬哈爾又擊敗迪比亞西，結束這段對立。
2012年1月，乎尼克（Cinta de Oro）因未被邀請參加迪比亞西的車尾派對而心生不滿，展開新一輪的恩怨。雙方在SmackDown上各自取勝，迪比亞西更是在手腕受傷的情況下繼續參賽。雖然迪比亞西在旗幟賽中擊敗乎尼克，但最終乎尼克靠作弊贏得系列賽最後一戰。3月6日，迪比亞西在電視錄製中腳踝骨折。同月，他也宣布將接受肩膀手術。
迪比亞西於9月16日的WWE美國冠軍賽的「冠軍之夜」的前賽 —— 美國冠軍頭號挑戰者 「Battle Royal」中出場，但被馬特·布魯姆（Tensai）淘汰出局。2013年，他唯一一場電視轉播賽是在5月9日的「超級明星」（Superstars）中擊敗柯爾提斯·艾克賽爾（Michael McGillicutty）。8月26日，迪比亞西因患有抑鬱症和焦慮症宣布不續約，並在9月1日正式離開WWE。

#### 獨立賽場時期（2013–2017年）
自離開WWE後，迪比亞西於2013年10月12日重返摔角界，在家庭摔角娛樂（Family Wrestling Entertainment）舉辦的Grand Prix錦標賽首輪比賽中擊敗科爾特·卡巴納（Colt Cabana），完成其首場比賽。2013年10月18日，主辦方宣佈迪比亞西將出席由湯米·卓門（Tommy Dreamer）舉辦的「硬核之家3」（House of Hardcore 3）活動。他於該活動中參與了賽前的粉絲見面會。此後，他並未持續活躍於擂台，僅於2016年及2017年分別為位於密西西比州的Pro Wrestling EGO摔角聯盟出賽兩場比賽。

## 慈善與商業活動
2012年5月，迪比亞西創立了名為「泰德·迪比亞西基金會」（Ted DiBiase Foundation）的非營利組織。該基金會旨在為患有重大疾病或身心障礙的個人提供機會，讓他們在WWE現場活動中與迪比亞西會面，並致力於發展青年領導力及社區公益相關計劃。此外，迪比亞西亦參與「Heart of David Ministry」的相關活動，擔任領袖角色。
離開WWE後，迪比亞西進入商界，出任大學生教科書電子商務網站「CollegeGarageSale.com」的高階主管職位。目前，他擔任One Life公司的業務拓展副總裁。

## 影視作品

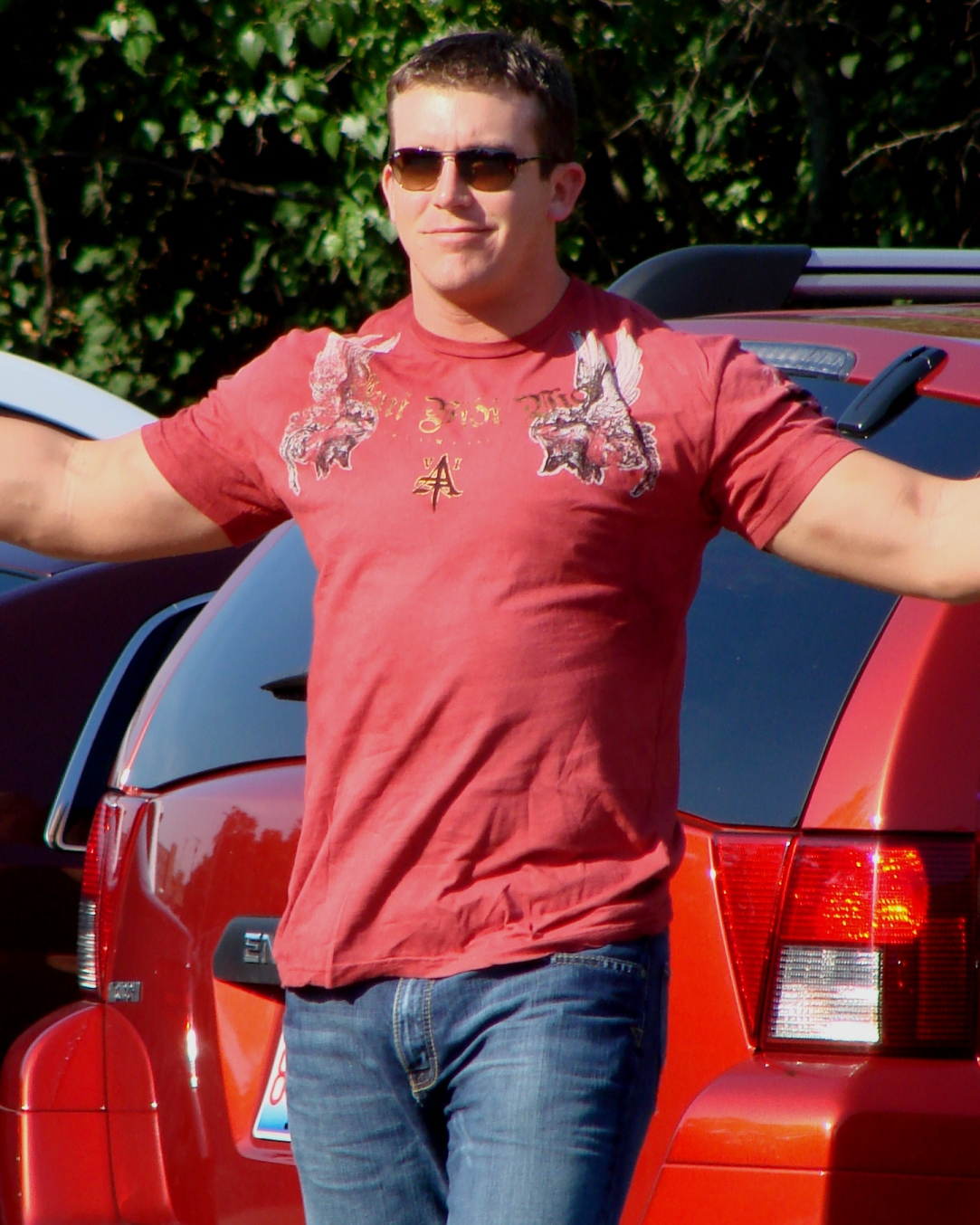
2008年8月，迪比亞西（DiBiase）現身於瓦爾帕萊索大學（Valparaiso University）

2008年下半年，迪比亞西開始拍攝電影「海軍陸戰隊2」（The Marine 2），並在片中擔綱主角喬·林伍德（Joe Linwood）。該片為非電影院首映的DVD與藍光光碟作品，於2009年12月29日正式發行。此片為迪比亞西首次涉足影視演出，他曾於泰國拍攝長達六週。迪比亞西在片中親自完成所有動作戲，並因此還在一場打鬥戲中導致肋骨間軟骨分離。

## 其他媒體演出
2009年8月26日，迪比亞西與科迪·羅茲（Cody Rhodes）、巨人卡力（The Great Khali）及大秀哥（Big Show）一同登上美國深夜脫口秀節目《柯南·歐布萊恩今夜秀》（The Tonight Show with Conan O'Brien）。

## 私人生活
小泰德·迪比亞西為摔角世家的第三代職業選手，其祖父「鐵人」麥克·迪比亞西（Iron Mike DiBiase）、祖母海倫·希爾德（Helen Hild）以及父親「百萬富翁」泰德·迪比亞西（"The Million Dollar Man" Ted DiBiase）皆為職業摔角選手。其同父異母的哥哥麥克（Mike）與親弟布雷特（Brett）亦曾為職業摔角選手。2010年3月27日，迪比亞西與弟弟布雷特一同為父親泰德·迪比亞西入選世界摔角娛樂名人堂進行引薦。
迪比亞西於2008年10月30日與高中時期的女友克莉絲汀（Kristen）結婚，克莉絲汀是一名護士。兩人育有一子一女：長子泰特·麥金利·迪比亞西（Tate McKinley DiBiase），出生於2012年5月15日，以及女兒艾娃·迪比亞西（Ava DiBiase），出生於2018年。
2008年2月15日，迪比亞西在佛羅里達州希爾斯堡縣因酒後駕駛被捕。他所駕駛的凱迪拉克SUV與另一輛車輛相撞，所幸無人重傷。他在現場未通過酒測，並於呼氣測試中測得血液酒精濃度為0.137至0.138。當天稍晚他以500美元保釋金獲釋。

## 密西西比社福基金醜聞
2022年5月，密西西比州人類服務部（Mississippi Department of Human Services）對迪比亞西、其父親及其他多位涉案人士提起訴訟，要求追回超過2,000萬美元來自「貧困家庭臨時援助計畫」（Temporary Assistance for Needy Families, TANF）的誤用資金。調查顯示，迪比亞西透過舉辦演講活動而獲得利益，其公司Priceless Ventures LLC與Familiae Orientem於2017年至2019年間，從多個非營利組織收取超過300萬美元。
2023年4月20日，美國司法部針對此案發表聲明，正式起訴迪比亞西，包括一項串謀詐欺與竊取聯邦資金罪、六項電信詐欺罪、兩項竊取聯邦資金罪以及四項洗錢罪。若罪名成立，迪比亞西將面臨以下最高刑期：串謀罪可處5年徒刑、每項電信詐欺罪可處20年徒刑、每項竊取聯邦資金罪與洗錢罪各可處10年徒刑。
2024年11月15日，迪比亞西出席了位於密西西比州傑克遜市的薩德·柯克倫美国法院，檢察官當庭表示，代表迪比亞西的律師事務所譽傑西·紐（Jess New）之间存在关联。這家律師事務所曾為密西西比社區教育中心提供法律顧問服務，該中心是一家非營利組織，原隸屬于南希·紐，她与这起福利案有关，是控方的潛在證人，潛在的利益衝突可能導致迪比亞西的審判無效。因此，法官在這次法庭審理中沒有就此事做出裁決，並暫時將迪比亞西的審判日期重新安排為2025年8月26日，該審判原定於2025年1月舉行。

## 摔角相關

### 綽號
- "The Fortunate Son"（幸運之子）[4]
- "The Million Dollar Son"（百萬之子）[4]
- "The DiBiase Posse Leader"（迪比亞西傭兵領導者）[4]
- "The Priceless Man"（無價之人）[4]

### 進場樂
- "Priceless" - Jim Johnston（英语：Jim Johnston (composer)） （2008年6月30日 – 2009年1月19日）[109]
- "Priceless (remix)" - Jim Johnston （2009年1月26日 – 2009年6月8日）[110]
- "It's a New Day" - Adelitas Way （2009年6月15日 – 2010年9月13日）[111][112]
- "I Come from Money" - S-Preme （2010年9月20日 – 2013年5月9日）[113]

## 冠軍頭銜及成就

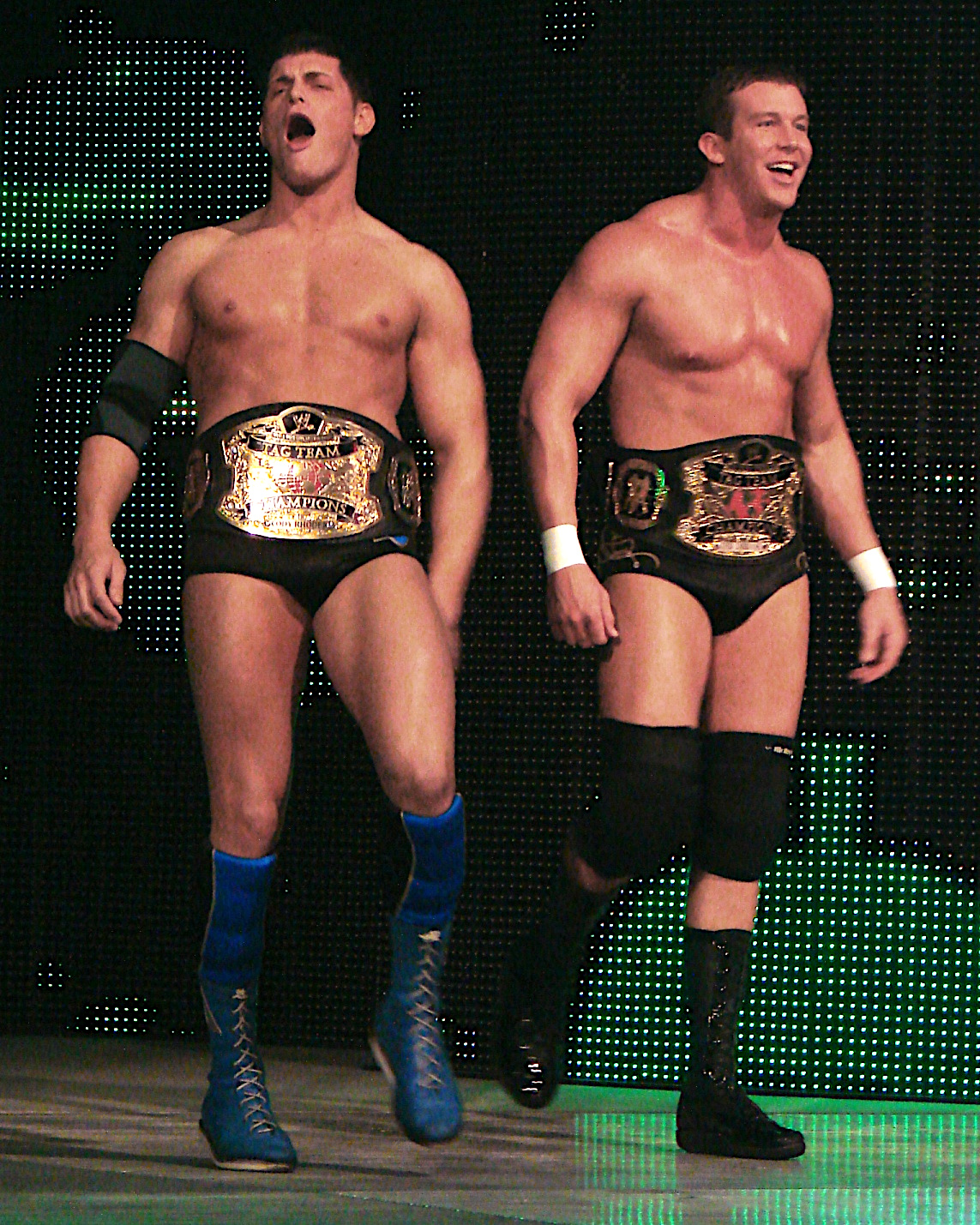
小泰德·迪比亞西、寇帝·羅茲與世界雙打冠軍腰帶

- 佛羅里達冠軍摔角（Florida Championship Wrestling）
  - FCW南部重量級冠軍（一次）[15]
- 融合職業摔角（Fusion Pro Wrestling）
  - Fusion Pro雙打冠軍（一次）- 與麥克·迪比亞西（Mike DiBiase）搭檔[1]
- 職業摔角畫報
  - PWI500（2010年）- 年度前500名單打選手第34名（2010年）[114]
- 世界摔角娛樂WWE
  - WWE百萬冠軍（Million Dollar Championship）-（一次）[4]
  - 世界雙打冠軍（World Tag Team Championship）-（兩次，與寇帝·羅茲搭檔）[20][23]